# I Won't Let the Sun Go Down on Me
I Won't Let the Sun Go Down on Me är en sång av Nik Kershaw, som återfinns på hans debutalbum Human Racing.
Sången skrevs under ett läge i kalla kriget då kärnvapenkrig mellan Sovjet och USA fruktades och sångtexten speglar på ett satiriskt sätt synen på politiken och krigshotet, med rader som: "old men in striped trousers, rule the world with plastic smiles" och "forefinger on the button, is he blue or is he red?"
"I Won't Let the Sun Go Down on Me" nådde 47:e plats i Storbritannien. Dock nådde uppföljaren från samma album, "Wouldn't It Be Good", bland de fem främsta och "I Won't ..." återlanserades och nådde då andraplatsen. Låten blev också en stor hit i många andra länder och gjorde Nik Kershaw mer uppmärksammad.
I Kershaws version producerades synthslingan med en Oberheim OB-8 och spelades av Paul Wickens (Wix).

## Låtlista
- 7"-singel

1. "I Won't Let The Sun Go Down On Me"
2. "Dark Glasses"

- 12"-singel

1. "Won't Let The Sun Go Down On Me (utökad remix av Simon Boswell)"
2. "Dark Glasses"

## Listplaceringar
| Lista (1983-1984)                        | Topplacering |
| ---------------------------------------- | ------------ |
| Kanada (RPM)                             | 94           |
| Irland (IRMA)                            | 4            |
| Norge (VG-lista)                         | 8            |
| Sverige (Sverigetopplistan)              | 10           |
| Schweiz (Swiss Music Charts)             | 6            |
| Storbritannien (Official Charts Company) | 2            |

## Robin Cook
Låten utgavs 1996 av Jonas Ekfeldt som Robin Cook under titeln "I Won't Let the Sun Go Down" och 1997 på albumet Land of Sunshine. Låten låg på listorna i Sverige under 19 veckor 1996, med topplaceringen 3, samt i Danmark, Polen och Italien, medan den i Finland låg på listorna i två veckor, med en 16:e-plats som högsta placering.

### Låtlista
CD-singel - Europa (1996)
1. "I Won't Let The Sun Go Down" (Radio Edit) - 3:05
2. "I Won't Let The Sun Go Down" (Extended Version) - 4:34
3. "I Won't Let The Sun Go Down" (Summer Club Mix) - 7:00
4. "Reggae In The Night" - 3:25

### Samplad av by Sveriges Radio
Ekfeldt riktade anspråk mot Sveriges Radio för att ha samplat delar ur "I Won't Let the Sun Go Down" under titeln "I Won't Let Susan Go Down on Me" på albumet Rally 2 i radioprogrammet Rally  på SR P3, och anklagade dem för att ha använt samplingarna utan hans tillstånd. Sveriges Radio förnekade detta, men Statens kriminaltekniska laboratorium jämförde båda versionerna och bedömde att det handlade om en sampling.
Summan offentliggjordes aldrig, men ansågs handla om en mycket större summa än om kanalen först frågat om lov.

### Listplaceringar
| Lista (1996)                      | Topplacering |
| --------------------------------- | ------------ |
| Danmark (Tracklisten)             | 4            |
| Finland (Suomen virallinen lista) | 16           |
| Sverige (Sverigetopplistan)       | 3            |

### Fotnoter
1. ↑  ”Arkiverade kopian”. Arkiverad från originalet den 21 augusti 2009. https://web.archive.org/web/20090821210633/http://www.nikkershaw.co.uk/drum-talk.asp. Läst 8 januari 2012.
2. ↑  "Norwegiancharts.com - Nik Kershaw - I Won't Let the Sun Go Down on Me". VG-lista. Hung Medien.
3. ↑  "Swedishcharts.com - Nik Kershaw - I Won't Let the Sun Go Down on Me". Singles Top 60. Hung Medien.
4. ↑  "Nik Kershaw - I Won't Let the Sun Go Down on Me swisscharts.com". Swiss Singles Chart. Hung Medien.
5. ↑  I Won't Let the Sun Go Down på swedishcharts.com. Retrieved on 9 November 2010.
6. ↑  Elin Törnqvist. "Ny analysmetod avslöjar olagliga musiksamplingar" (svenska). Svenska polisen, 23 november 2006. Läst 2 Juli 2007. Arkiverad med Wayback-maskin här. Läst 9 november 2010.
7. ↑  Tony Fischier. "Återskapad inspelning var stöld" Arkiverad 30 september 2007 hämtat från the Wayback Machine.. Göteborgs-Postens webbplats, 31 augusti 2006. Läst 2 juli 2007.
8. ↑  Danish peak
9. ↑  "Finnishcharts.com - Robin Cook - I Won't Let the Sun Go Down". Suomen virallinen lista. Hung Medien.
10. ↑  "Swedishcharts.com - Robin Cook - I Won't Let the Sun Go Down". Singles Top 60. Hung Medien.